# Chicago Challenger
Il Chicago Women's Open, noto in precedenza come Oracle Challenger Series - Chicago per ragioni di sponsorizzazione e come Chicago Challenger, è un torneo professionistico di tennis che fa parte della categoria WTA 125. Si gioca dal 2018 sui campi in cemento dell'XS Tennis Village di Chicago, negli Stati Uniti. L'edizione inaugurale ha visto anche la disputa dei tornei maschili facenti parte della categoria ATP Challenger Tour nello stesso impianto e in contemporanea con i tornei femminili dal 4 al 9 Settembre 2018. Non si è giocato nel 2019 e 2020, l'evento è stato ripristinato con l'edizione del 2021 e si sono disputati solo i tornei femminili. Dopo una pausa nel 2022, il torneo fa il suo ritorno nel 2023 prendendo il nome di Chicago Women's Open, non da confondere con il Chicago Women's Open disputato nel 2021 di categoria WTA 250.

## Albo d'oro

### Singolare femminile
| Anno        | Categoria     | Campionessa      | Finalista     | Punteggio     |
| ----------- | ------------- | ---------------- | ------------- | ------------- |
| 2018        | WTA 125       | Petra Martić     | Mona Barthel  | 6–4, 6–1      |
| 2019 - 2020 | Non disputato | Non disputato    | Non disputato | Non disputato |
| 2021        | WTA 125       | Clara Tauson     | Emma Raducanu | 6–1, 2–6, 6–4 |
| 2022        | Non disputato | Non disputato    | Non disputato | Non disputato |
| 2023        | WTA 125       | Viktorija Tomova | Claire Liu    | 6–1, 6–4      |
| 2024        | Non disputato | Non disputato    | Non disputato | Non disputato |

### Doppio femminile
| Anno        | Categoria     | Campionesse                    | Finaliste                        | Punteggio     |
| ----------- | ------------- | ------------------------------ | -------------------------------- | ------------- |
| 2018        | WTA 125       | Mona Barthel Kristýna Plíšková | Asia Muhammad Maria Sanchez      | 6–3, 6–2      |
| 2019 - 2020 | Non disputato | Non disputato                  | Non disputato                    | Non disputato |
| 2021        | WTA 125       | Eri Hozumi Peangtarn Plipuech  | Mona Barthel Hsieh Yu-chieh      | 7–5, 6–2      |
| 2022        | Non disputato | Non disputato                  | Non disputato                    | Non disputato |
| 2023        | WTA 125       | Ulrikke Eikeri Ingrid Neel     | Cristina Bucșa Aleksandra Panova | w/o           |
| 2024        | Non disputato | Non disputato                  | Non disputato                    | Non disputato |

### Singolare maschile
| Anno | Campione      | Finalista     | Punteggio |
| ---- | ------------- | ------------- | --------- |
| 2018 | Denis Istomin | Reilly Opelka | 6–4, 6–2  |

### Doppio maschile
| Anno | Campione                    | Finalista                              | Punteggio |
| ---- | --------------------------- | -------------------------------------- | --------- |
| 2018 | Luke Bambridge Neal Skupski | Leander Paes Miguel Ángel Reyes Varela | 6–3, 6–4  |